# Barszcz zielony szczawiowy

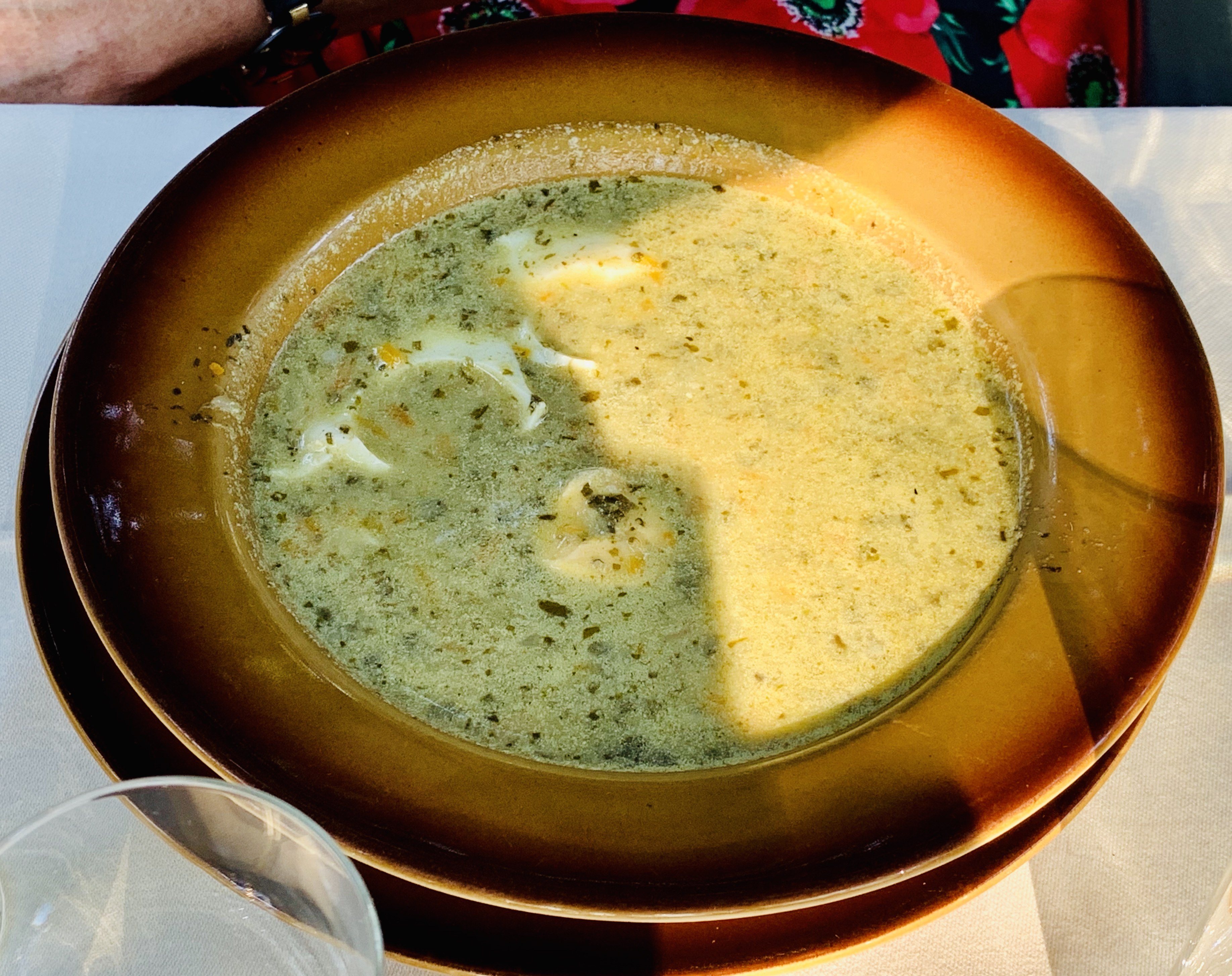
Barszcz zielony szczawiowy (zdjęcie poglądowe)

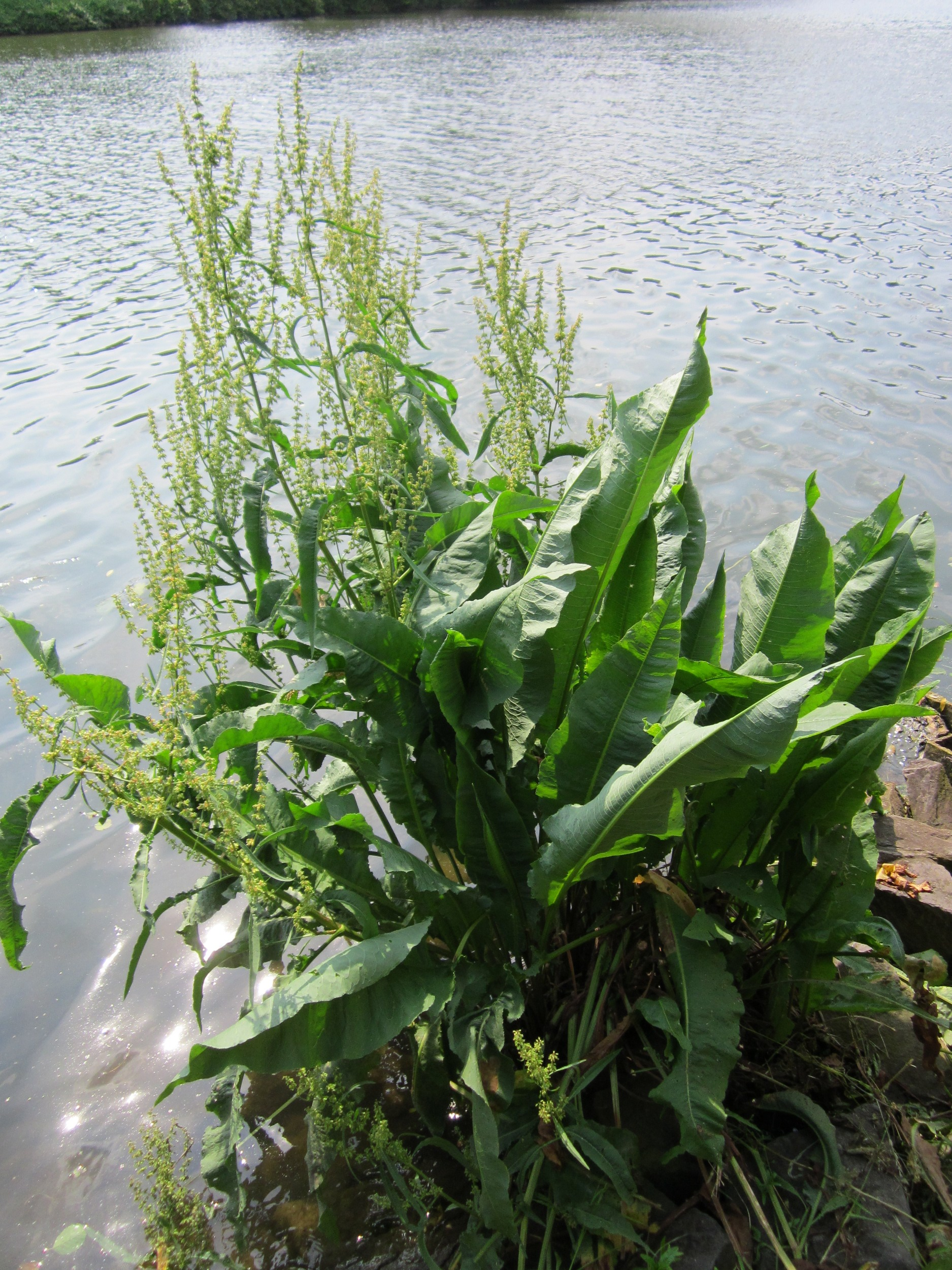
Szczaw

Barszcz zielony szczawiowy, (ukraińska i polska zupa szczawiowa), z dodatkiem botwinki lub pokrzywy, czasami selera naciowego, gotowany na wywarze jarzynowo – drobiowym.

## Przygotowanie
Barszcz jest gotowany na  wywarze z mięsa i warzyw, z dodatkiem liści laurowych i ziela angielskiego, na małym ogniu. Po ugotowaniu mięso zostaje wyjęte z wywaru, obrane z kości i przełożone do oddzielnego naczynia. Do wywaru, zostają dodane pokrojone w kostkę ziemniaki. Na maśle zostaje zeszklona pokrojona drobno cebula i czosnek a następnie dodana poszatkowana zielenina – szczaw, pokrzywa lub botwina. Gdy ziemniaki są już ugotowane, zielenina zostaje przełożona do garnka z bulionem i gotowana jeszcze przez kilka minut, po czym zaprawiona śmietaną oraz doprawiona do smaku solą i pieprzem. Ugotowany barszcz jest podawany z pokrojonym jajkiem i obranym mięsem, posypany posiekaną pietruszką i szczypiorkiem. Barszcz można podawać też z ciemnym chlebem.

## Wartości odżywcze
Szczaw posiada cenne dla zdrowia składniki; m.in. witaminę C i A, oraz witaminy z grupy B, oraz żelazo, magnez, potas, fosfor, kwas foliowy, a także antyoksydanty, ma niewiele kalorii – około 20 kcal w 100 gramach produktu i sporą dawkę błonnika pokarmowego, który usprawnia procesy trawienne, pozostała zielenina należy też do wartościowych składników barszczu. 